# Reprise en main
Pour plus de détails, voir Fiche technique et Distribution.
Reprise en main est une comédie sociale française réalisée par Gilles Perret et sortie en 2022.

## Synopsis
En Haute-Savoie, une usine de décolletage vieillissante est sur le point d'être rachetée par un fonds de pension anglo-saxon. Pour éviter ce rachat, Cédric, employé dans l'usine, propose à deux de ses amis de créer leur propre fonds d'investissement et de racheter l'usine, incognito.

## Fiche technique
- Titre original : Reprise en main
- Réalisation : Gilles Perret
- Scénario : Gilles Perret, Raphaëlle Valbrune-Desplechin, Claude Le Pape et Marion Richoux
- Musique : Léon Rousseau, Les Marmottes
- Photographie : Éva Sehet
- Montage : Cécile Dubois
- Décors : Pierre-Julien Journet
- Costumes : Isabelle Kerbec
- Production : Denis Carot et Ulysse Payet
- Sociétés de production : Elzévir Films, VLR Productions, Jour2fête et Les 400 Clous
- Société de distribution : Jour2fête
- Pays de production :  France
- Langue originale : français
- Format : couleur — 2,35:1
- Genre : Comédie dramatique
- Durée : 107 minutes
- Dates de sortie :
  - France : 19 octobre 2022

## Distribution
Sauf indication contraire, les informations mentionnées dans cette section peuvent être confirmées par la base de données cinématographiques Allociné,  présente dans la section « Liens externes ».
- Pierre Deladonchamps : Cédric
- Victor Déprez : ouvrier
- Grégory Montel : Alain
- Vincent Deniard : Denis
- Lætitia Dosch : Julie
- Samuel Churin : Chantrel
- Finnegan Oldfield : Frédéric
- Marie Denarnaud : Nathalie
- Sophie Cattani : Joséphine
- Yannick Choirat : Guillaume
- Jacques Bonnaffé : Bernard
- Rufus : Michel
- Léo Grêlé : Simon

## Production
C'est le premier film de fiction du documentariste Gilles Perret. Le cinéaste originaire de Haute-Savoie s'inspire des entreprises de décolletage dans la Vallée de l'Arve qui victimes de leur succès ont été rachetées par des fonds de pension anglo-saxons.

### Tournage
Le tournage a lieu d'août à septembre 2021 en Haute-Savoie dans la Vallée de l'Arve, notamment à Scionzier, Marnaz et Cluses,.

## Accueil

### Accueil critique
En France, le site Allociné donne une note de 3,0⁄5, après avoir recensé 21 titres de presse.

### Box-office
Pour son premier jour d'exploitation en France, Reprise en main réalise 12 148 entrées, dont 9 279 en avant-première pour 134 copies. Le film se classe cinquième du box-office des nouveautés, derrière Belle et Sébastien : Nouvelle génération (28 753) et devant EO (7 742). Après une première semaine d'exploitation, le long-métrage réalise 39 242 entrées, insuffisant pour se classer dans le top 10 du box-office de la semaine.
| Pays ou région | Box-office     | Date d'arrêt du box-office | Nombre de semaines |
| -------------- | -------------- | -------------------------- | ------------------ |
| France         | 94 752 entrées | 20 décembre 2022           | 9                  |
| Total mondial  | - $            | -                          | -                  |

## Distinction
- Festival de Montreuil 2022 : Prix du Public[8].